# Richard Stephen Felger
Richard Stephen Felger ( n. 1934 ) es un botánico, y antropólogo estadounidense, que se desempeña académicamente en el "Instituto Drylands de Tucson".

## Algunas publicaciones
- richard s. Felger, mary b. Moser. 1970. "Seri use of agave (century plant)." Kiva 35: 159-67
- ----------------, mary b. Moser. 1971. "Seri use of mesquite Prosopis glandulosa var torreyana." Kiva 37: 53-60
- ----------------, mary b. Moser. 1973. "Eelgrass (Zostera marina L.) in the Gulf of California: Discovery of its nutritional value by the Seri Indians." Science 181: 355-56
- james solberg Henrickson, richard stephen Felger. 1973. Microanalysis and identification of a basket fragment from Sonora, Mexico. 7 pp.
- richard s. Felger, mary b. Moser. 1974. "Columnar cacti in Seri Indian culture." Kiva 39: 257-75
- ----------------, mary b. Moser. 1974. "Seri Indian pharmacopoeia." Economic Botany 28: 414-36
- ----------------, mary b. Moser. 1976. "Seri Indian food plants: Desert subsistence without agriculture." In Ecology of Food and Nutrition 5, 13-27: Gordon and Breach Science Publishers Ltd.
- ----------------, mary b. Moser. 1985. People of the desert and sea: Ethnobotany of the Seri Indians. Tucson: University of Arizona
- ----------------, mary b. Moser, edward Moser. 1980. "Seagrasses in Seri Indian culture." In Ronald C. Phillips & C. Peter McRoy (eds.), Handbook of seagrass biology: An ecosystem perspective, 260-76. New York: Garland STPM Press

### Libros
- richard stephen Felger, patricio Robles Gil, george h. h. Huey. 2007. La vida secreta de las cactáceas. Colección Voces de la tierra. Ed. Sierra Madre. 111 pp. ISBN 9689128078
- 2007. Dry borders: great natural reserves of the Sonoran desert. Ed. University of Utah Press. 799 pp. ISBN 0874808197
- jean-luc e. Cartron, gerardo Ceballos, richard s. Felger. 2005. Biodiversity, ecosystems, and conservation in northern Mexico. Ed. Oxford University Press US. xvii + 496 pp. ISBN	0195156722 en línea
- richard stephen Felger, matthew brian Johnson, michael francis Wilson. 2001. The trees of Sonora, Mexico. Ed. Oxford University Press US. 391 pp. ISBN 0195128915 en línea
- 2000. Flora of the Gran Desierto and Río Colorado of northwestern Mexico. The Southwest Center series. Ed. University of Arizona Press. 673 pp. ISBN 0816520445
- 1999. The flora of Cañón de Nacapule: a desert-bounded tropical canyon near Guaymas, Sonora, Mexico. Volumen 35 de Proc. of the San Diego Society of Natural History. 42 pp.
- 1990. Non-native plants of Organ Pipe Cactus National Monument, Arizona. Nº 31 de Technical report. Ed. Cooperative National Park Resources Studies Unit. 93 pp.
- richard s. Felger, mary b. Moser. 1985. People of the desert and sea: ethnobotany of the Seri Indians. Tucson. Ed. University of Arizona Press. 435 pp. ISBN 0816508186
- beatriz Braniff c., richard stephen Felger. 1976. Sonora: antropología del desierto. Volumen 27 de Colección científica. Ed. Instituto Nacional de Antropología e Historia. 596 pp.
- 1959. Clinal variation in the surface-volume relationships of Lophocereus schotti in Sonora, Mexico. Editor Univ. of Arizona. 140 pp.
- La abreviatura «Felger» se emplea para indicar a Richard Stephen Felger como autoridad en la descripción y clasificación científica de los vegetales.[1]